# Ascua

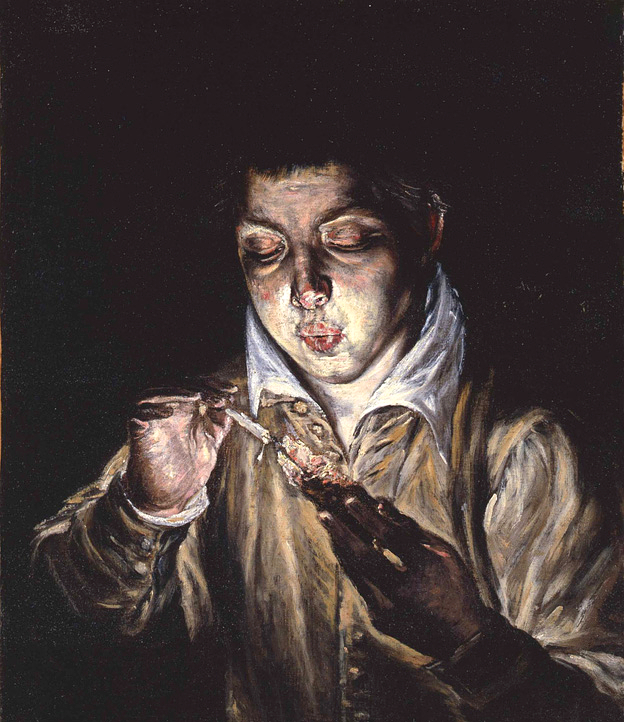
Muchacho encendiendo una candela, El Greco, hacia 1571, Museo de Capodimonte.

Se llama ascua al resto de brasa o cualquier fragmento de materia incandescente. Su uso como recurso para hacer fuego puede considerarse prehistórico. Tuvo su proyección en el mechero de chispa (pistón de fuego o de mecha). Con la industrialización de los fósforos o cerillas y la invención de los encendedores de bolsillo de diversos combustibles (petróleo, gas, etc.), su utilidad en la sociedad occidental de consumo, prácticamente ha desaparecido.
Otro uso perdido, que recuerdan los diccionarios y la literatura clásica en castellano, es la exclamación ¡ascuas!, para expresar sorpresa o dolor repentino (probablemente derivado de la desafortunada acción de coger el ascua por la parte que quema).
Algunos diccionarios admiten como posible origen etimológico la voz del gótico «asca» (ceniza), siendo en alemán «asche». Otras fuentes afirman que el término proviene del árabe.

## Frases hechas
- «Me tienes en ascuas» o «estar en ascuas»:[7] figurada o familiarmente cuando el que está hablando mantiene un cierto grado de emoción e intriga en su relato, o alguien que ha prometido una noticia o sorpresa y todavía no la ha referido.
- «Arrimar(se) el ascua a su sardina»:[8] físicamente el que acerca el resto de las brasas moribundas a su comida. Figuradamente, aprovechar una ocasión en beneficio personal.
- «Pisar sobre ascuas»: Moverse o hacer las cosas con tiento y prudencia; en relación con el rito tradicional del paso del fuego, tradicionalmente asociado a la Noche de San Juan y al solsticio de verano.[9]

## Ascuas de un crepúsculo morado
Del mismo modo que se atribuye a Homero la inmortalización poética del alba como «la (diosa) de los dedos rosados», el poeta español Antonio Machado dejó escritos estos versos que parecen inmortalizar el valor arqueológico de un pedazo del lenguaje «otrora incandescente pero ya apagado»:
Las ascuas de un crepúsculo morado
detrás del negro cipresal humean...
En la glorieta en sombra está la fuente
con su alado y desnudo Amor de piedra,
que sueña mudo. En la marmórea taza
reposa el agua muerta.